# 무안 고절리 고분
무안 고절리 고분(務安 高節里 古墳)은 대한민국 전라남도 무안군 무안읍 고절리, 국도 제1호선과 국가지원지방도 제60호선이 만나는 교촌 교차로 안에 있는 고분이다. 2001년 9월 27일 전라남도의 문화재자료 제225호로 지정되었다.

## 개요
무안 고절리 고분은 해발 35m 내외의 구릉에 위치하는데, 북동쪽에서 남서쪽으로 내려오는 구릉의 북서 사면에 위치하고 있다. 분구에는 다수의 민묘가 자리하고 있는데 분정 평탄부와 북서, 남서, 남동 사면에 분포하며 남동사면 끝자락은 깊게 패인 부분도 있다.
분구의 남동변을 제외한 나머지 부분의 분구 끝자락이나 주구에 해당되는 부분이 상당히 깎여나간 것으로 생각되며 분구에 민묘가 조성되면서 일부 변형되었지만 전체적인 보존상태는 양호한 편이다.
분구의 평면형태는 방형이며 축방향은 북동-남서이다. 규모는 각변 길이 38m 내외이고 높이는 고분이 경사면에 위치하기 때문에 지점에 따라 다르지만 분구 중앙을 기준으로 하면 5m 정도로 추정된다.
목포대학교박물관에서 주변지역에 대한 시굴조사를 실시하였는데 너비 6.1m, 깊이 0.73m, 단면형태 U자형에 가까운 주구가 확인되었다.

## 참고 문헌
- 무안고절리고분 - 국가유산청 국가유산포털